# Kristen Simmons

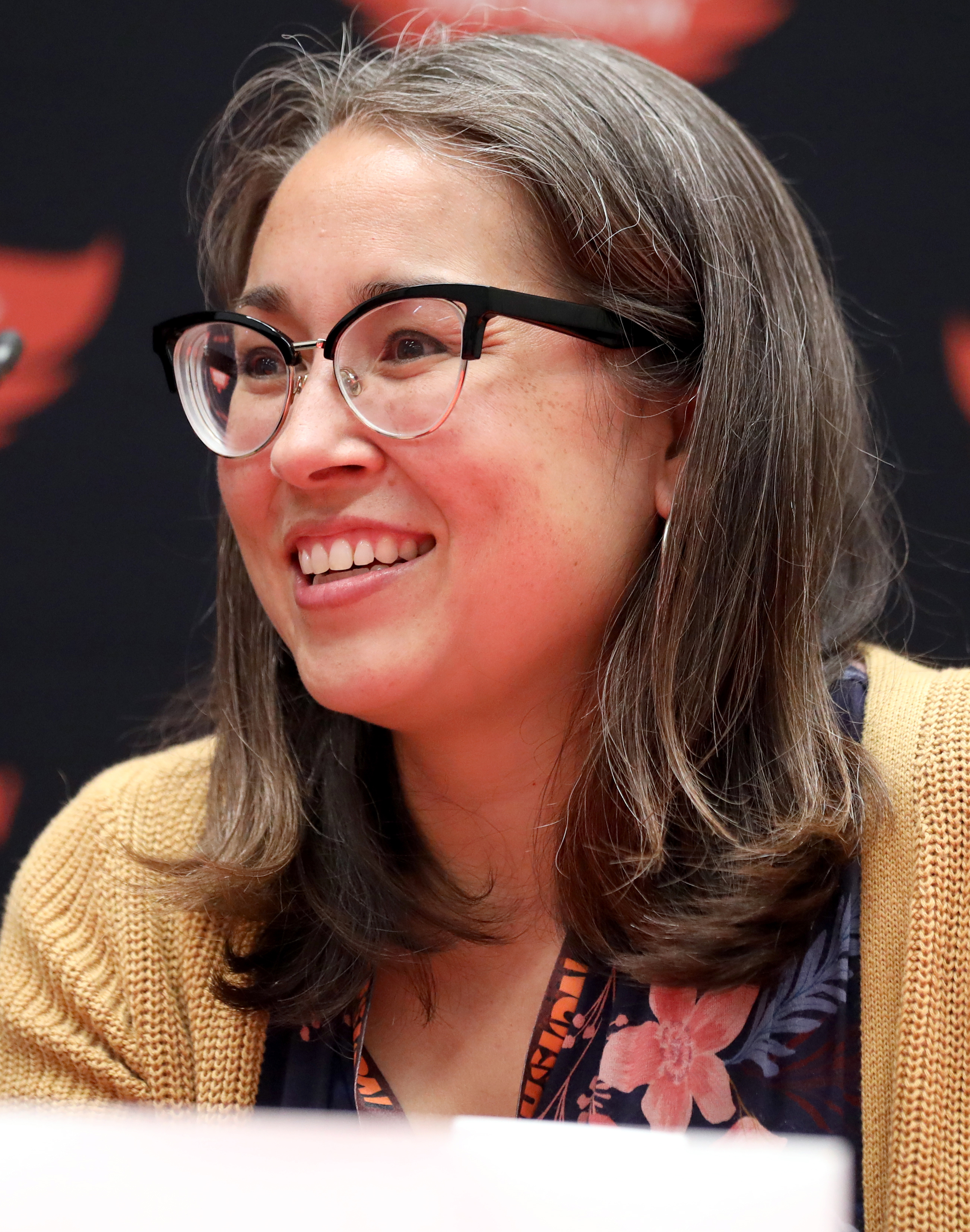
Kristen Simmons (2024)

Kristen Simmons (* 5. Juni 1984 in Cincinnati, Ohio) ist eine US-amerikanische Autorin dystopischer Romane.

## Leben
Kristen Simmons studierte Psychologie und Sozialarbeit. Sie arbeitet als Psychotherapeutin in Tampa, Florida. Ihr erster Roman war Article 5 (2012).

## Werke

### Artikel-5-Trilogie
- Article 5, 2012; deutsche Ausgabe: Artikel 5, 2013
- Breaking Point, 2013; deutsche Ausgabe: Gesetz der Rache, 2013
- Three, 2014

### Weitere Werke
- The Glass Arrow, 2015
- Metaltown, 2016